# تومور مختلط مولرین

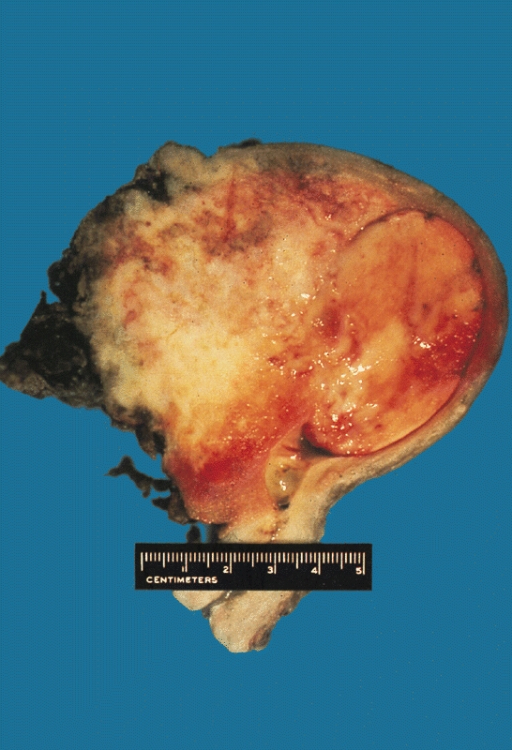
کارسینوسارکوم رحم

تومور مختلط مولرین (انگلیسی: Mixed Müllerian tumor) که با نام تومور مختلط بدخیم مولرین (MMMT) هم شناخته می‌شود نوعی سرطان است که در رحم، تخمدان، لوله‌های رحم و سایر نقاط بدن پدیدار می‌شود و دارای هر دو ساختار کارسینوم (بافت پوششی) و سارکوم (بافت همبند) است. این تومور به دو نوع همولوگ (که در آن جزء سارکوماتوز از بافت‌های موجود در رحم مانند بافت‌های آندومتر، فیبروزی و/یا بافت‌های ماهیچه‌ای صاف ساخته می‌شود) و نوع هِـترولوگ (از بافت‌هایی که در رحم یافت نمی‌شوند، همچون غضروف، ماهیچه اسکلتی یا استخوان تشکیل شده است) تقسیم می‌شود. تومور مختلط بدخیم مولرین بین دو تا پنج درصد از تمام تومورهای مشتق‌شده از بدنهٔ رحم را تشکیل می‌دهد و عمدتاً در زنان یائسه با میانگین سنی ۶۶ سال یافت می‌شود. عوامل خطرساز مشابه آدنوکارسینوم‌ها هستند و شامل چاقی، مصرف داروهای استروژنی و عدم زایمان است. یک عامل خطرساز کمتر شناخته‌شده اما بالقوه، درمان با تاموکسیفن و پرتودرمانی لگن است.

## پیش‌آگهی
پیش‌آگهی تومورهای مختلط بدخیم مولرین در درجه اول با عمق تهاجم و مرحله آن تعیین می‌شود. همچون کارسینوم آندومتر، پیش‌آگهی این سرطان تحت تأثیر درجه بدخیمی و نوع آدنوکارسینوم است و بدترین نوع آن، نوع سِروزی است. تومورهای مختلط بدخیم مولرین به‌شدت بدخیم هستند. نرخ بقای پنج سالهٔ بیمار در مرحله ۱ تومور ۵۰٪ است در حالی که میزان بقای پنج ساله کلی، کمتر از ۲۰٪ است.
مرحله بندی تومورهای مختلط بدخیم مولرین رحمی به شرح زیر است:
- مرحله ۱. کارسینوم به خود جسم رحم محدود می‌شود.
- مرحله ۲. کارسینوم بدنه و دهانه رحم را درگیر می‌کند
- مرحله ۳. کارسینوم در خارج از رحم گسترش می‌یابد اما خارج از لگن کوچک نیست.
- مرحله ۴. کارسینوم خارج از لگن واقعی گسترش می‌یابد یا مخاط مثانه یا راست‌روده را هم درگیر می‌کند.

یک بررسی کاکرین نشان می‌دهد که زنان مبتلا به کارسینوسارکوم رحمی در مرحله بالا (مرحله ۳ یا ۴) که با شیمی‌درمانی ترکیبی با ایفوسفامید تحت درمان قرار گرفته‌اند، نسبت به زنانی که تنها با ایفوسفامید درمان شده‌اند، در معرض خطر کمتری از پیشرفت بیماری و مرگ قرار دارند. با این حال، عوارض جانبی درمان ترکیبی نسبت به ایفوسفامید به‌تنهایی بیشتر است. رادیوتراپی شکم با بهبود بقا همراه نیست.